# Robert Penn

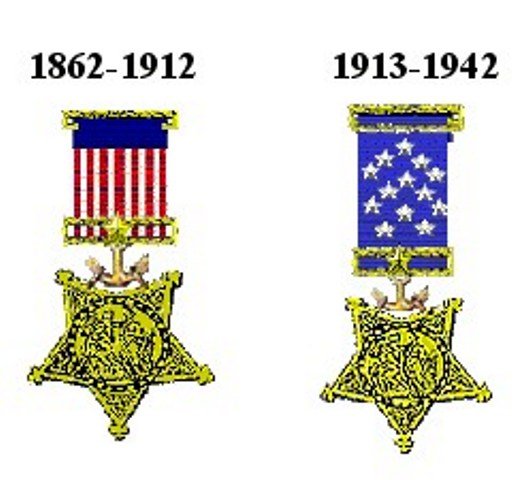
Medal of Honor

Robert Penn (Contea di Prince George (City Point), 10 ottobre 1872 – Las Animas, 8 giugno 1912) è stato un militare e vigile del fuoco statunitense, arruolato nella Marina degli Stati Uniti e ha ricevuto la più alta decorazione militare americana, la Medaglia d'Onore per le sue azioni durante la guerra ispano-americana.

## Biografia
Il 20 luglio 1898, Penn era in servizio come pompiere di prima classe sulla USS Iowa (BB-4) al largo di Santiago di Cuba, quando si verificò un incidente alla caldaia. Per le sue azioni durante l'incidente, Penn ricevette la Medaglia d'Onore cinque mesi dopo, il 14 dicembre 1898.
Morì a Las Animas, in Colorado, ed è sepolto nel Cimitero Eden di Collingdale, in Pennsylvania.

## Citazione della Medaglia d'Onore
La citazione ufficiale della Medaglia d'Onore del pompiere Penn recita:
A bordo della U.S.S. Iowa al largo di Santiago di Cuba, il 20 luglio 1898. Svolgendo il suo compito con il rischio di gravi ustioni al momento dello scoppio della guarnizione del pozzetto a bordo della nave, Penn ha spento il fuoco stando in piedi su una tavola gettata su un secchio di carbone a 30 centimetri di altezza dall'acqua bollente che stava ancora uscendo dalla caldaia.